# A. Hilary Armstrong
Arthur Hilary Armstrong FBA (13 de agosto de 1909 - 16 de octubre de 1997) fue un educador y escritor inglés. Armstrong es reconocido como una de las principales autoridades en las enseñanzas filosóficas de Plotino ca. 205-270 CE. Su traducción de las enseñanzas del filósofo en varios volúmenes es considerada como un instrumento esencial de los estudios clásicos.

## Vida
Hilary Armstrong nació en Hove, Inglaterra. Hijo de W. A. (clérigo) y E. Cripps Armstrong. Se casó con Deborah Wilson en 1933. Tuvo dos hijos y tres hijas. Se licenció en el Jesus College, Cambridge y obtuvo una maestría en Artes en 1935. Entre sus aficiones y otros intereses destacan los viajes y la jardinería. Fue nombrado miembro de la Academia Británica en 1970 y de la Asociación Filosófica Católica Americana. 

### Carrera
Armstrong comenzó su carrera docente en 1936 en la Universidad de Swansea, Gales. Su permanencia en esta universidad duró hasta 1939. A continuación, comenzó a dar clases en la Universidad de Malta en La Valeta como profesor de clásicas. En 1943, se convirtió en profesor de clásicas en el Beaumont College, Old Windsor, Berkshire, Inglaterra. Tres años más tarde, en 1946, se trasladó a la Universidad de Cardiff como profesor de latín. De 1950-1972 fue profesor de griego en la Universidad de Liverpool en Liverpool, Inglaterra, siendo nombrado profesor emérito al jubilarse en 1972.
De 1970 a 1971, Armstrong fue nombrado becario principal de Killam en la Universidad de Dalhousie en Halifax, Nueva Escocia, Canadá.También logró allí una plaza de profesor visitante de clásicas y filosofía a partir de 1972. También fue nombrado profesor visitante en el Manhattanville College en 1966. Fue editor fundador de la revista Dionysius, junto con J. A. Doull y R. D. Crouse.
En 1973, ganó la Medalla de Aquino de la Asociación Filosófica Católica Americana.   

## Obra
- The Architecture of the Intelligible Universe in the Philosophy of Plotinus: An Analytical and Historical Study, Cambridge University Press, 1940.
- Plotinus, (como traductor) Allen & Unwin, 1953, Collier, 1962. En 2012 fue reeditado en formato electrónico.[1][2]
- An Introduction to Ancient Philosophy, Methuen, 1947, 4ª edición, Methuen, 1966.
- Christian Faith and Greek Philosophy, (con R. A. Markus) Darton, Longman & Todd, 1960, Sheed, 1964.[3]
- Re-discovering Eastern Christendom: Essays in Commemoration of Dom Bede Winslow, (editor con E.J.B. Fry), Darton, Longman & Todd, 1963.[4]
- Plotinus, seven volumes, (como traductor), Harvard University Press, 1966-1988.[5]
- St. Augustine and Christian Platonism, Villanova University Press, 1967.[6]
- The Cambridge History of Later Greek and Early Medieval Philosophy, (como editor), Cambridge University Press, 1967.[7][8]
- The Church of England, the Methodists and Society: 1700 to 1850, Rowman & Littlefield, 1973.

### Revistas
- Classical Quarterly
- Mind
- The Journal of Hellenic Studies
- The Journal of Theological Studies
- Downside Review
- Dionysius